# 永尾嘉章
永尾 嘉章（ながお よしふみ、1963年2月9日 - ）は、兵庫県三木市出身の日本の車いす陸上競技選手 (T54) 。神戸市在住。ANAORI Athlete Club（アナオリアスリートクラブ）に所属。
短距離選手としてパラリンピック7大会出場を果たした、車いす陸上界のパイオニア。2012年まで自己記録の更新をし続けるなど、メディアからは『超人』『ラストサムライ』などと言われている。アテネパラリンピック選手団主将を務め、400×4mで自身初、リレー初の銅メダルを獲得。パラリンピック車いす陸上選手最多出場選手で、T54クラスという層の厚いクラスで、すべての大会において決勝進出を果たしている。

## 人物
5歳でポリオ（小児麻痺）を発症、兵庫県内の養護学校高等部在籍中に車いす陸上を始めた。1980年栃木国体に100m、スラロームで出場し、その一方で1982年から車いすバスケットボールを始め、1990年ゴールドカップ（ベルギー）の日本代表選手としての出場を果たした。しかしこれを最後に車いすバスケットボールを引退し、陸上競技に専念することとなった。1991年にソウルパラリンピック、スラローム金メダリストの伊藤由美と結婚した。
- 1988年ソウルパラリンピック
- 1992年バルセロナパラリンピック
- 1996年アトランタパラリンピック
- 2000年シドニーパラリンピック
- 2004年アテネパラリンピック
- 2008年北京パラリンピック
- 2016年リオデジャネイロパラリンピックでは100m、400mに出場、100mでは決勝進出し8位入賞。

上記パラリンピックに陸上競技で7大会へ出場を果たす。また、アテネパラリンピックの翌年2005年世界陸上ヘルシンキ大会に招待され出場し、5位入賞を果たした。
2017年現役引退を表明。穴織カーボン株式会社へ入社後、一般社団法人日本パラ陸上競技連盟で次世代の育成などに力を注いでいる。
2019年より体験型授業を通じて、パラスポーツの楽しさ、自身の経験をもとに『あきならめない気持ち』などを伝えながら、全国の学校や企業を終わっている。
また、パラ陸上競技世界選手権や2020東京パラリンピック競技大会でのテレビ解説としても活動している。

## 主な表彰
- 厚生労働大臣賞
- 内閣総理大臣顕彰
- 兵庫県優秀スポーツ選手賞
- 神戸市優秀スポーツ選手賞
- 神戸新聞スポーツ賞
- 兵庫県スポーツ賞 (令和6年度)[1]

## 出演
ミュージック・ビデオ
- サザンオールスターズ「君こそスターだ」（2004年）[2]

アスリートの魂(2015年)
パラ陸上世界選手権ロンドン大会解説(2017年)
2020東京パラリンピック競技大会解説（2021年)

## 関連記事
- 超人列伝 カンパラ
- 読売新聞2004.9
- Mind,Body,Spirit ～永尾嘉章のパラリンピック～
- スポーツナビ
- 神戸新聞2010.11